# Грађански рат у Јемену (од 2014)
Грађански рат у Јемену је текући ратни сукоб који је почео 2015. године, а води се између две стране: сепаратиста са југа заједно са снагама оданим влади Абд Рабо Мансур ел Хадија и Хутима заједно са снагама оданим бившем председнику Али Абдулах Салиху. Ал Каида на Арабијском полуострву и Исламска Држава су, такође, укључене у сукоб, при чему Ал Каида контролише делове територије Јемена.